# Mauléon-Licharre
Mauléon-Licharre (baskisch Maule-Lextarre) ist eine französische Gemeinde mit 2975 Einwohnern (Stand 1. Januar 2022) im Département Pyrénées-Atlantiques im baskischen Teil der Region Nouvelle-Aquitaine (vor 2016: Aquitanien). Die beiden Ortschaften haben sich erst im Jahr 1841 zu einer Gemeinde vereinigt.

## Lage
Die Doppelgemeinde Mauléon-Licharre liegt am Saison, einem Nebenfluss des Gave d’Oloron, etwa 228 Kilometer (Fahrtstrecke) südlich von Bordeaux und etwa 90 Kilometer südöstlich von Bayonne. Die nächstgrößere Ortschaft ist Oloron-Sainte-Marie (etwa 31 Kilometer östlich).

## Bevölkerungsentwicklung
| Jahr      | 1968 | 1975 | 1982 | 1990 | 1999 | 2006 |
| Einwohner | 4500 | 4239 | 4099 | 3533 | 3347 | 3255 |

## Wirtschaft
Wie beinahe überall im Baskenland spielten jahrhundertelang die Feld- und Weidewirtschaft die dominierende Rolle im Leben der Menschen. Die Böden sind fruchtbar und durch die Nähe zum Atlantik sowie mit den Pyrenäen im Süden fällt ausreichend Niederschlag. Früher lebten die Basken nach dem Prinzip der Selbstversorgung, d. h., die Erträge der Felder und der Viehzucht wurden innerhalb der Familie verbraucht. In der Region werden mehrere Käsesorten hergestellt – die bekanntesten sind: der Ossau-Iraty, ein Schnittkäse aus Schafsmilch und der Etorki, ein Hartkäse aus Schafsmilch.
Im 19. und 20. Jahrhundert kam ein wenig Industrie hinzu, die sich an den traditionellen Handwerksfähigkeiten der Bevölkerung orientierte – so ist Mauléon-Licharre zum französischen Zentrum der Espadrilles-Herstellung geworden.

## Geschichte
Etwa drei Kilometer südlich von Mauléon haben Archäologen die etwa 200 Meter oberhalb des Ortes Libarrenx gelegene prähistorische Höhenfestung Gastelugain, deren Alter auf etwa 4000 Jahre geschätzt wird, entdeckt. Die Existenz einer ähnlichen Anlage auf dem Burgberg von Mauléon wird vermutet.
Da die baskische Sprache erst seit dem 16. Jahrhundert schriftlich niedergelegt wurde, weiß man über die frühe und mittelalterliche Geschichte des ganzen Landstrichs wie auch einzelner Orte nur sehr wenig – nur einige Orts- und Personennamen aus früherer Zeit sind überliefert. Das Silviet, die traditionelle Versammlung der Männer des Pays de Soule (baskisch: Xiberoa oder Ziberua), versammelte sich im 17. und frühen 18. Jahrhundert im Wald von Libarrenx.

## Sehenswürdigkeiten

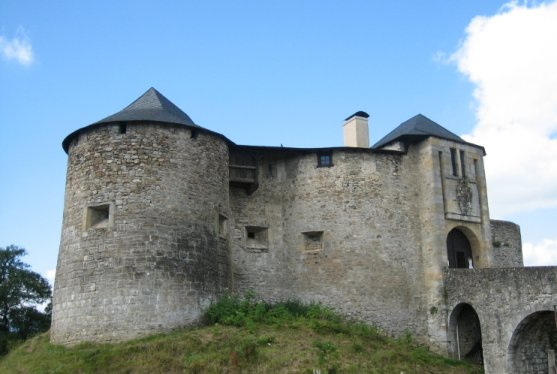
Mauléon – Vieux Château

- Château de Mauléon: Die alte Burg (vieux château) von Mauléon entstand auf einem Hügel, auf dem bereits im 11. Jahrhundert eine Art Motte aus Holzpalisaden gestanden hatte. Im 13. und 14. Jahrhundert wurde der Platz auf Betreiben der englischen Krone, die im Gebiet der Soule den Titel eines Vizegrafen (vicomte) beanspruchte, mit einer steinernen Festung gekrönt. In der Zeit des Hundertjährigen Krieges zwischen Engländern und Franzosen wechselte das Gebiet mehrfach der Herrscher, bis es im Jahr 1449 von Gaston IV., Graf von Foix, endgültig für die französische Krone erobert werden konnte. Im Jahr 1642 wurde es auf Befehl Ludwigs XIII. und seines ersten Ministers Richelieu zerstört, aber bereits wenige Jahre später (1648) unter Verwendung der alten Grundmauern in Teilen wiederaufgebaut. Eine strategisch-militärische Bedeutung hatte die Burg jedoch nicht mehr; sie wurde verlassen und erst wieder in der Zeit der Französischen Revolution als Gefängnis genutzt.

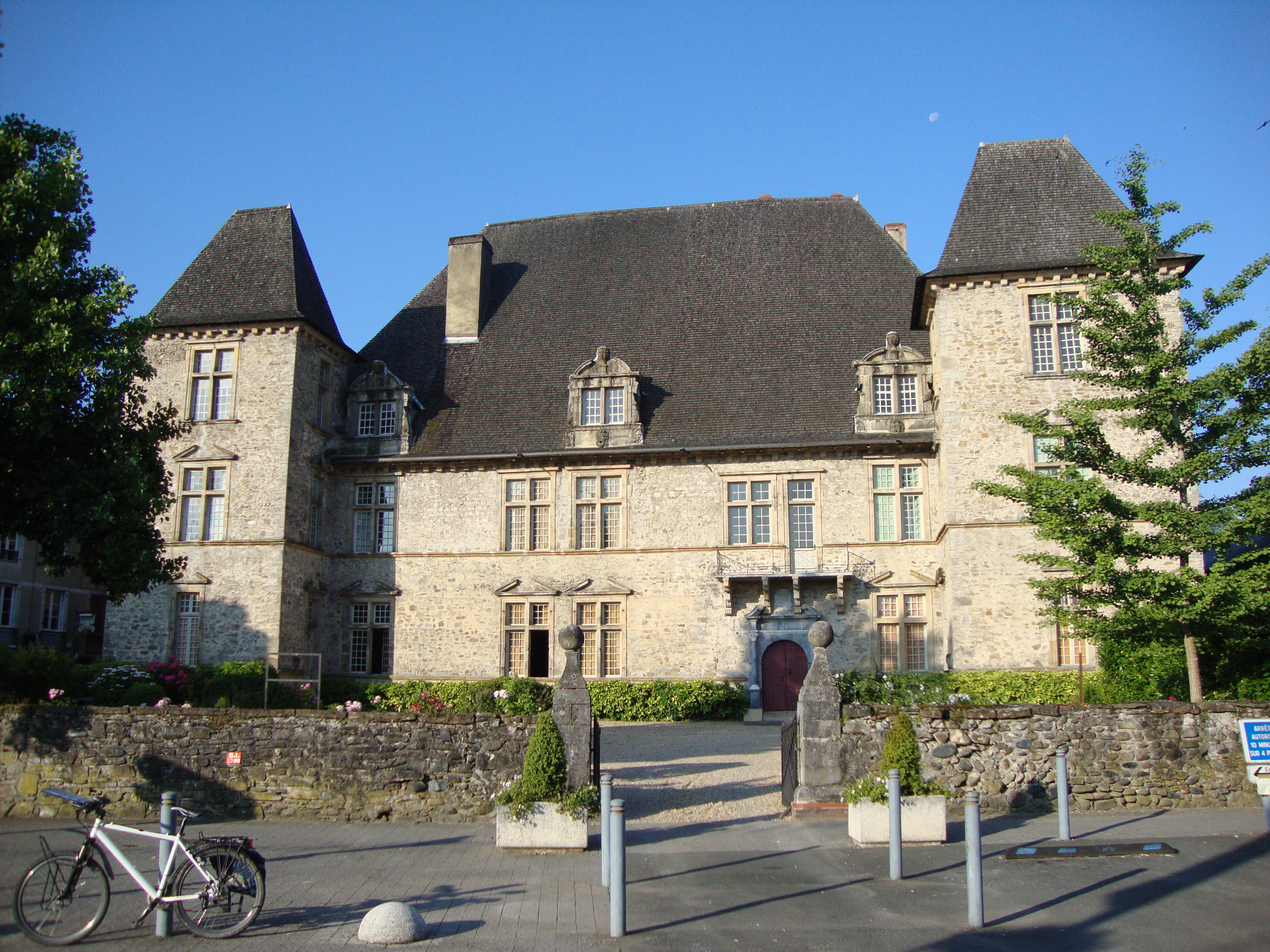
Mauléon – Château de Maÿtie

- Château de Maÿtie oder Château d’Andurain: Der Renaissance-Bau mit seinen für die Zeit typischen Fenstern mit Fensterkreuz wurde im Jahr 1598 von Arnaud de Maÿtie, der von Heinrich IV. zum Bischof von Oloron ernannt worden war, erbaut. Es bestand ursprünglich aus einem rechteckigen Kernbau mit vier – ebenfalls rechteckigen – Ecktürmen; während des Matalas-Aufstandes (1661) wurde ein Turm des Schlosses zerstört und nicht wieder aufgebaut. Das hochaufragende Dach des Kernbaus ist höher als der eigentliche Baukörper; Mansardenfenster weisen darauf hin, dass Teile des Dachgeschosses auch für Wohnzwecke (Dienerschaft) genutzt wurden. Das Anwesen gehört heutzutage immer noch den Nachfahren der ursprünglichen Eigentümerfamilie; in den Monaten Juli bis September kann es besichtigt werden.
- Das Rathaus (Hôtel de Ville) ist ein – für Philibert de Gramont (1621–1707) errichtetes – Palais aus dem 17. Jahrhundert. Er wurde im Jahre 1777 von den Ständen der Soule erworben. In der Revolutionszeit und danach (bis 1926) wurde es als Unterpräfektur von Mauléon genutzt; seit 1980 dient es der Kleinstadt als Rathaus.

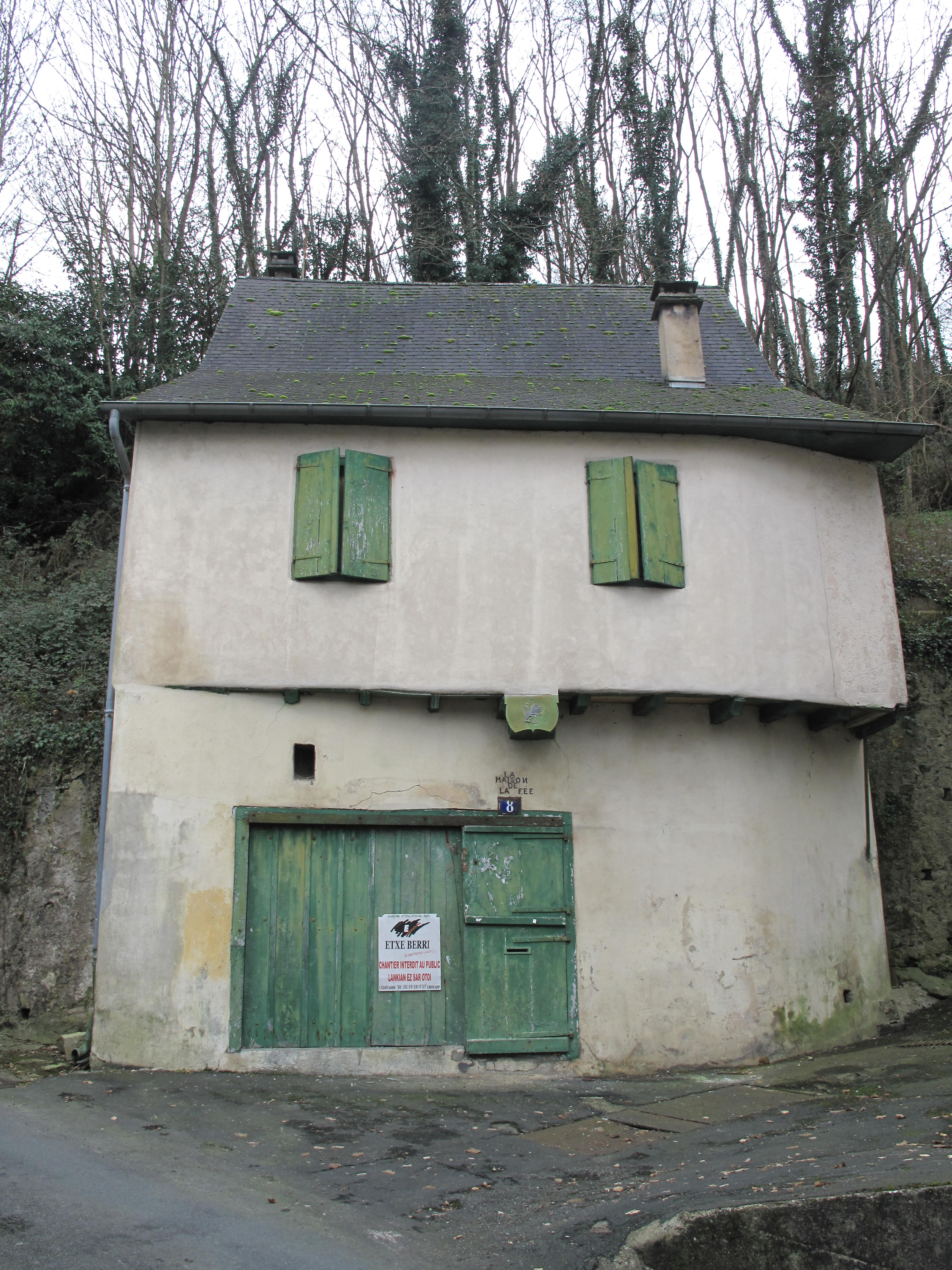
Mauléon – Maison de la Fée

- La Maison de la Fée (baskisch: Laminaren Etxea), 8 rue du Fort, ist das vielleicht älteste Haus von Mauléon. Über der breitgelagerten Doppeltür, die sowohl für die Menschen als auch für das Vieh gedacht war, trägt es eine Jahreszahl, die manchmal als 1485, manchmal als 1785 gelesen wird – eine dendrochronologische Untersuchung ist bislang nicht vorgenommen worden. Das Leben der Menschen spielte sich fast ausschließlich im – leicht vorkragenden und auf einer Holzbalkendecke ruhenden – Obergeschoss ab, das durch die vom Stall aufsteigende Wärme ein wenig 'beheizt' wurde.
- La maison de Bela ou manoir de Bela ist ein Haus in der Oberstadt von Mauléon mit einem in das heutige Gebäude integrierten spätmittelalterlichen Rundturm. Es gehörte dem Steuereintreiber Gérard de Béla.

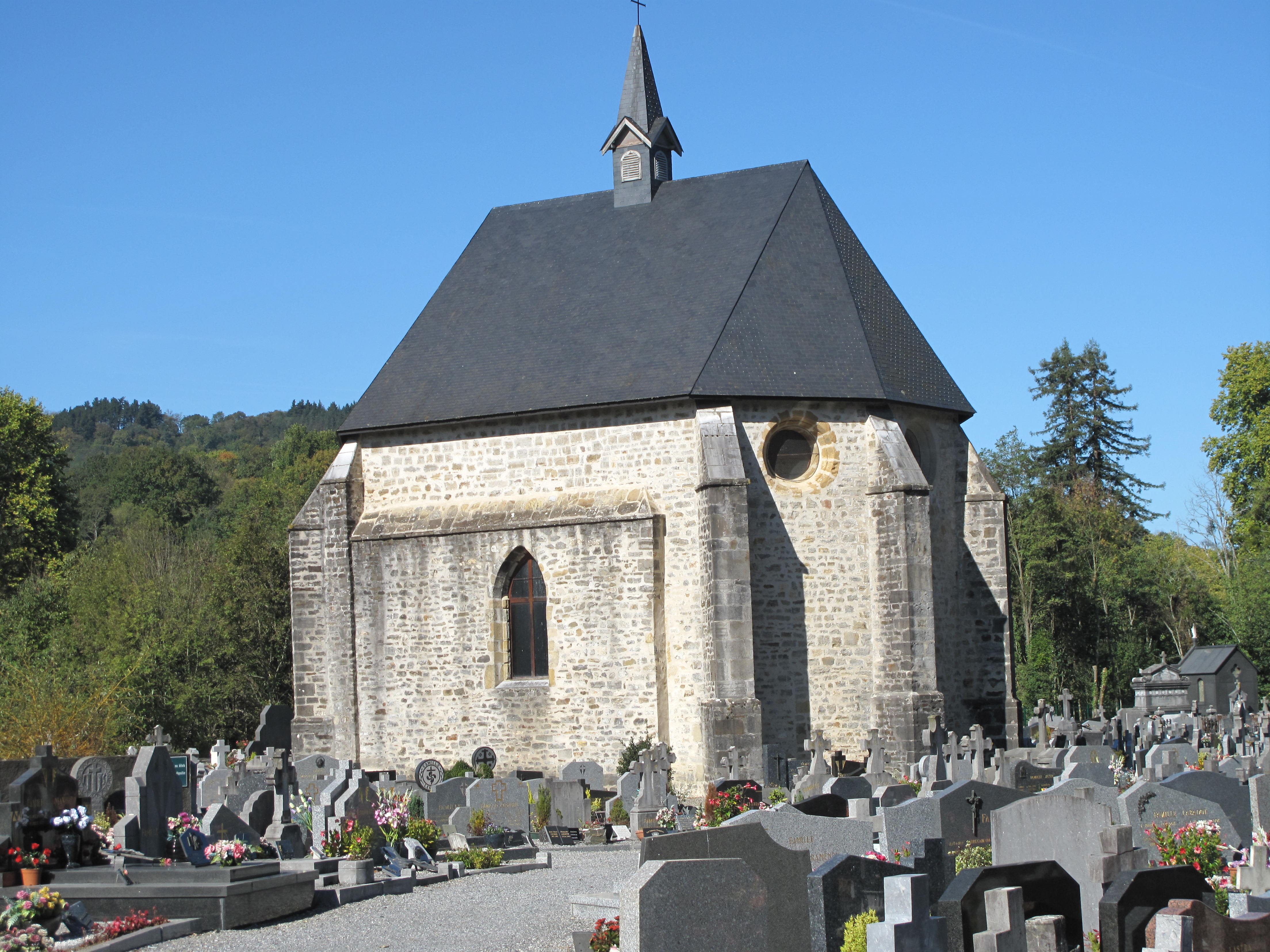
Chapelle Saint-Jean-de-Berraute

- Chapelle St-Jean-de Berraute: Die Existenz einer Kapelle des Johanniterordens ist bereits für das Jahr 1220 belegt; ehemals war es wohl die Kapelle einer Komturei dieses Ordens, der sich vor allem um die Sicherheit und die Pflege erkrankter oder gar sterbender Pilger kümmerte. Mauléon lag an einem Santiago-Pilgerweg, der von Oloron über L’Hôpital-Saint-Blaise weiter nach Ostabat und Saint-Jean-Pied-de-Port führte. Später wurde das Kirchlein zur Pfarrkirche des Orts umfunktioniert. Der Anführer des Matalas-Aufstandes, der Pfarrer von Moncayolle, ist hier beigesetzt.
- Église Notre-Dame de la Haute-Ville: Die Kirche der Oberstadt wurde im 14. Jahrhundert erbaut, aber immer wieder zerstört. Der heutige Kirchenbau stammt im Wesentlichen aus dem 17. Jahrhundert – sein weithin sichtbarer Clocher trinitaire stellt ihn in eine Reihe mit weiteren Kirchen im Pays de La Soule.

## Partnerschaft
Mauléon-Licharre pflegt eine Partnerschaft zur französischen Gemeinde Mauléon (Deux-Sèvres), etwa 500 km nördlich, ebenfalls in der Region Nouvelle-Aquitaine, sowie zur spanischen Gemeinde Burgui/Burgi in Navarra.

## Persönlichkeiten
- Henri de Sponde (1568–1643), französischer Jurist, Historiker und Bischof
- Jean de Sponde (1557–1595), französischer Humanist, Renaissance- und Barockschriftsteller